# Schriftstellergruppe Shinkankaku
Die Schriftstellergruppe Shinkankaku (japanisch 新感覚派、Shinkankaku-ha) umfasste eine Gruppe japanischer Schriftsteller in den 1920er Jahren.

## Übersicht
Die Bezeichnung Shinkankaku-ha lässt sich mit Schule der neuen Sensibilität wiedergeben. Unter den 18 jungen Mitgliedern sind am bekanntesten  Yokomitsu Riichi (1898–1947), Kawabata Yasunari (1899–1972), Nakagawa Yoichi (1894–1994), Kon Tōkō (1898–1977), Kishida Kunio (1890–1954), Ishihama Kinsaku (1899–1968), Sasaki Mosaku (1894–1966) und Jūichiya Gisaburō (1897–1937). Diese Schriftsteller publizierten das Literaturmagazin „Bungei jidai“ (文芸時代) von Oktober 1924 bis Mai 1927, wobei viele Beiträge in anderen Magazinen veröffentlicht wurden.
Der Schriftsteller und Literaturkritiker Chiba Kameo (千葉 亀雄; 1878–1935), der Yokomitsus Kurzgeschichte „Atama narabini hara“ (頭ならびに腹) – „Kopf und zugleich Bauch“, die in der ersten Ausgabe der seit Oktober 1924 erscheinenden Zeitschrift „Bungei jidai“ (文芸時代) veröffentlicht wurde, Beachtung schenkte, schrieb 1938 eine Kritik „Die Geburt der Shinkankaku-ha“ in dem Magazin „Seiki“ (世紀), wobei er dabei auf die Neuheit ihres Ausdrucks hinwies und die Benennung Shinkankaku-ha kreierte.
Die Shinkankaku-Autoren sahen es als ihre Mission an, kunstorientierte Alternativen zur üblichen eintönigen Literatur des japanischen Naturalismus zu schaffen. Politisch gehörten sie zur linksorientierten proletarischen Literaturbewegung. Weiter waren sie an den europäischen Strömungen nach dem Ersten Weltkrieg interessiert, an Futurismus, Kubismus, Expressionismus und Dadaismus.
Yokomitsu entwickelte einen Schreibstil, der am stärksten den Shinkankaku-Stil repräsentiert, einen hochpolierten Stil mit großer Beachtung des  Rhythmus und der Bilder, durch bewussten Gebrauch des Symbolismus und durch seine besondere Art, die Dinge zu sehen und zu beschreiben, was bis heute die Leser anzieht. „Haru wa basha ni notte“ (春は馬車に乗って) – „Der Frühling ist eine Fahrt mit der Pferdekutsche“, eine autobiographisch gefärbte Novelle, die 1926 in der Zeitschrift „Josei“ (女性) abgedruckt wurde und dann 1927 als Buch erschien, ist vielleicht sein typischstes Werk.
Als Gruppe hat die Shinkankaku-ha bereits um 1928 aufgehört zu existieren.